# James Cole
James Cole (ur. 16 sierpnia 1988 w Southport) – brytyjski kierowca samochodowy, mistrz serii Brytyjska Formuła Ford – Północny – zachód (2007) i Brytyjska Formuła Ford (2009), startujący w Formule 2.

## Kariera

### Sezon 2007
W sezonie 2007 James Cole startował w Brytyjskiej Formule Ford – Północny zachód, którą zakończył na pierwszym miejscu.

### Sezon 2008
W sezonie 2008 startował w Brytyjskiej Formule Ford w barwach zespołu Jamun Racing. W cyklu tym zajął 10. miejsce, nie zajmując nigdy miejsca na podium, ale dwa razy będąc czwartym. Nie ukończył jednego z wyścigów.

### Sezon 2009
W kolejnym sezonie Cole również startował w Brytyjskiej Formule Ford, w tym samym zespole. Tym razem zajął jednak pierwsze miejsce w klasyfikacji generalnej. Sezon rozpoczął bardzo dobrze – wygrał cztery z sześciu wyścigów rozgrywanych na torach Oulton Park i Rockingham Motor Speedway. Później nastąpiło załamanie dobrej passy – w ciągu następnych trzech miesięcy Cole nie wygrał ani jednego wyścigu, a podczas trzech na torze Knockhill Racing Circuit nie znalazł się nawet w pierwszej piątce. Ostatecznie na zdobycie tytułu mistrza pozwoliła mu postawa pod koniec sezonu, kiedy to wygrał w kolejnych trzech startach (na torach Silverstone Circuit, Brands Hatch Indy i Brands Hatch GP.

### Sezon 2010
Po zwycięstwie w Brytyjskiej Formule Ford James Cole przeprowadził się do serii Brytyjska Formuła 3, gdzie startował w klasie narodowej. Jego zespołem był T-Sport. Podczas trzydziestu wyścigów udało mu się tylko dwa razy zająć miejsce w pierwszej dziesiątce (7. miejsce na torze Rockingham Motor Speedway, 9. miejsce na torze Hockenheimring). Ostatecznie zajął jednak drugie miejsce w swojej klasie (czterech zawodników).

### Sezon 2011
W 2011 roku Cole startował w Formule 2. Nie był to dla niego sezon szczęśliwy – mimo startów we wszystkich wyścigach, tylko dwa razy wszedł do pierwszej dziesiątki (na torze Brands Hatch był ósmy, a na Red Bull Ring dziewiąty) i w klasyfikacji generalnej zajął ostatecznie dwudzieste miejsce z sześcioma punktami.

### Sezon 2012
W sezonie 2012 Cole wystartuje w nierozpoczętym jeszcze cyklu trzydziestu wyścigów na dziesięciu torach F2.